# Forum (metropolitana di Copenaghen)
Forum è una stazione della linea M1 e della linea M2 della metropolitana di Copenaghen.
La stazione venne inaugurata nel 2003 e dispone di un parcheggio per biciclette.
Venne dato questo nome alla stazione data la sua vicinanza con il Forum Copenaghen.

## Interscambi
Nelle vicinanze della stazione effettuano fermata alcune linee automobilistiche, gestite da Movia.
- Fermata autobus